# Montastraea franksi
Montastraea franksi là một loài san hô trong họ Faviidae. Loài này được Gregory mô tả khoa học năm 1895.